# Boulevard Matabiau
Pour les articles homonymes, voir Rue Matabiau et Rue du Rempart-Matabiau.
Le boulevard Matabiau (en occitan : baloard Matabiau) est une voie de Toulouse, chef-lieu de la région Occitanie, dans le Midi de la France.

## Situation et accès

### Description
Le boulevard Matabiau est une voie publique. Il borde au nord les quartiers de Matabiau et des Chalets.
Elle naît au carrefour de la rue et du pont Matabiau, dans le prolongement du boulevard de Bonrepos et des boulevards qui, à partir des ports Saint-Étienne et Saint-Sauveur, bordent le canal du Midi en rive gauche – Pierre-Paul-Riquet et Professeur-Léopold-Escande. Il se termine au carrefour de l'avenue Honoré-Serres et du pont des Minimes. Il est prolongé, à l'ouest, par le boulevard de la Marquette, qui longe également le canal du Midi, et aboutit aux Ponts-Jumeaux et au port de l'Embouchure.
La chaussée compte deux voies de circulation automobile. Elles sont longées à droite par une bande cyclable.

### Voies rencontrées
Le boulevard Matabiau rencontre les voies suivantes, d'ouest en est (« g » indique que la rue se situe à gauche, « d » à droite) :
1. Rue Matabiau (g)
2. Pont Matabiau (d)
3. Rue Christophe-Colomb (g)
4. Rue de la Concorde (g)
5. Rue d'Orléans (g)
6. Rue Jany (g)
7. Rue de Châteaudun (g)
8. Rue du Printemps (g)
9. Passerelle du Raisin (d)
10. Passerelle de Négreneys (d)
11. Rue Saint-Honest (g)
12. Rue des Chalets (g)
13. Rue Vauban (g)
14. Avenue Honoré-Serres (g)
15. Pont des Minimes (d)

### Transports
Le boulevard Matabiau est parcouru et desservi sur toute sa longueur par les lignes de bus 1527. De plus, au carrefour de la rue et du pont Matabiau se trouvent les arrêts desservis par le Linéo L9, ainsi que le bus 39. La station de métro la plus proche est la station Marengo – SNCF, sur la ligne . Au carrefour de l'avenue Honoré-Serres et du pont des Minimes se trouvent également les arrêts des bus 2970, à proximité immédiate de la station de métro Canal-du-Midi de la ligne , et des gares : (SNCF et routière) dans son extrémité Est (rue Matabiau).
Plusieurs stations de vélo en libre service VélôToulouse se trouvent à proximité du boulevard Matabiau : les stations no 93 (57 rue du Printemps), no 94 (73 boulevard Pierre-Semard) et no 111 (38 bis boulevard des Minimes).

## Odonymie
Le boulevard a reçu, depuis son percement en 1865, le nom de Matabiau, du nom du faubourg qu'il longe au nord. Le nom en avait déjà été attribué en 1825 à un autre boulevard, renommé en 1852 boulevard Napoléon, avant de devenir en 1873 le boulevard de Strasbourg.
Au Moyen Âge, le nom de Matabiau s'appliquait à une porte du rempart du bourg Saint-Sernin et aux terrains qui s'étendaient à proximité (emplacement de l'actuelle place Jeanne-d'Arc), ainsi qu'à la rue qui y menait (actuelle rue Charles-de-Rémusat). La tradition populaire a rapproché ce nom de mata-biau (mata buòu, « [le lieu où l'on] assomme le bœuf » en occitan) du bœuf qui avait traîné l'évêque Saturnin lors des persécutions religieuses de Dèce en 250. Pierre Salies, s'il ne rejette pas cette hypothèse, rappelle la présence des grands bovaria qui se trouvaient au nord de la ville au XIe siècle. Au cours du XIXe siècle, le développement du faubourg Matabiau explique que le nom en soit donné aux nouvelles voies qu'on y trace, tels les actuels rue et boulevard Matabiau.

## Patrimoine et lieux d'intérêt

### Canal du Midi

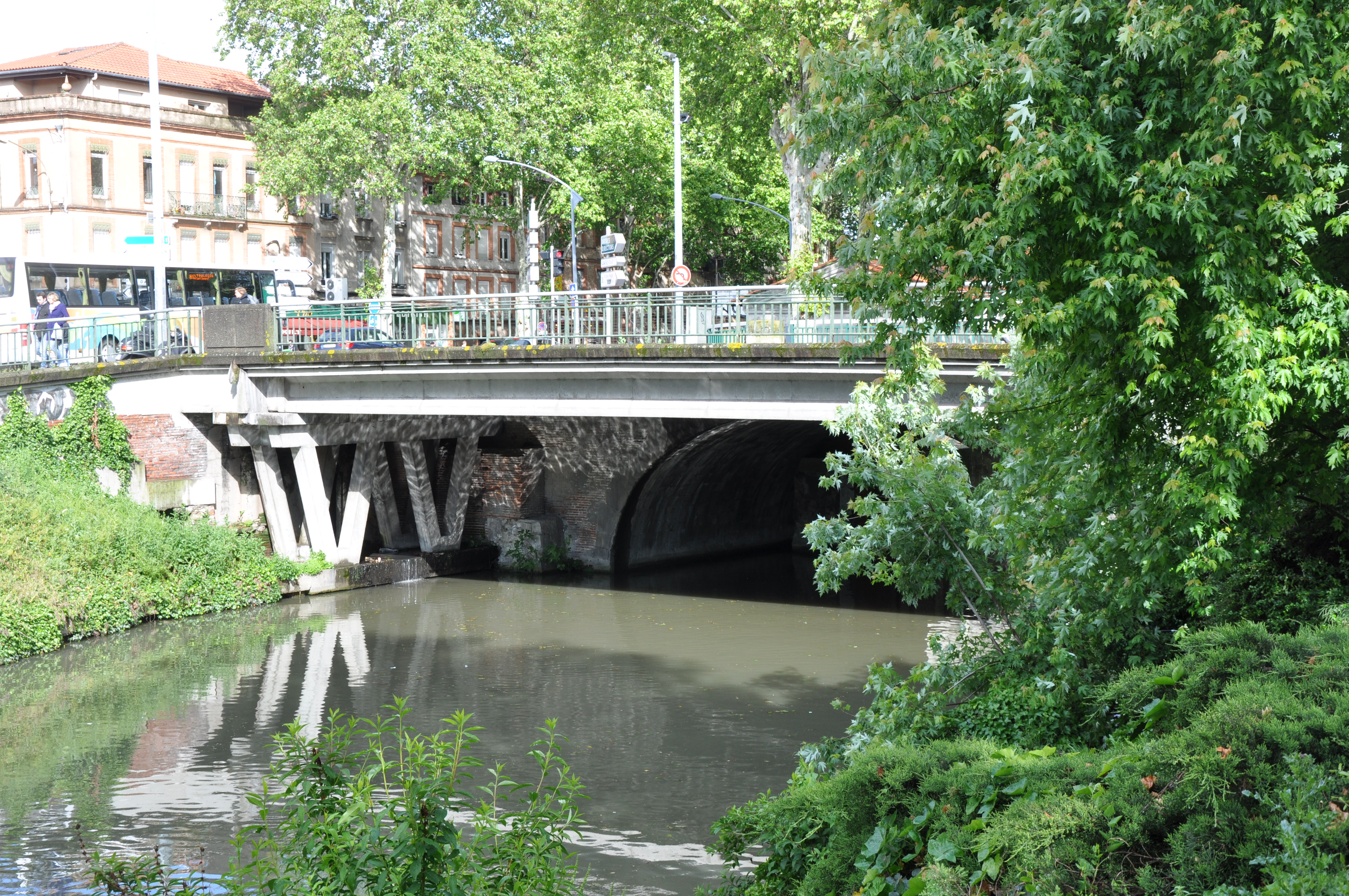
Le pont Matabiau en 2013.

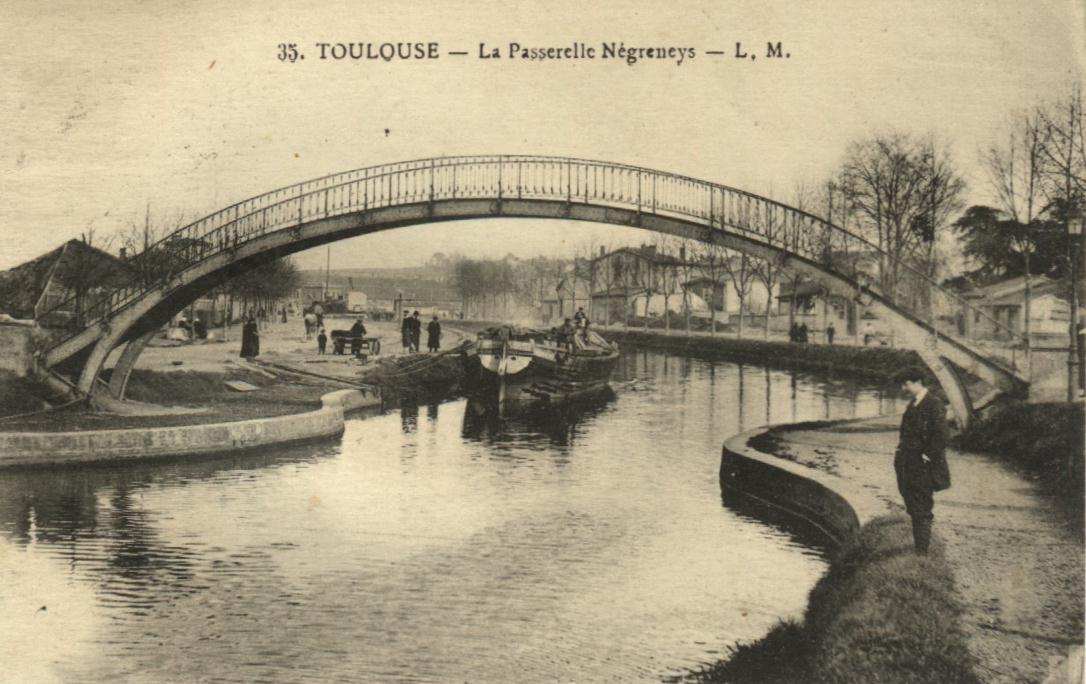
Le canal du Midi et l'ancienne passerelle de Négreneys (carte postale, fin du XIXe siècle).

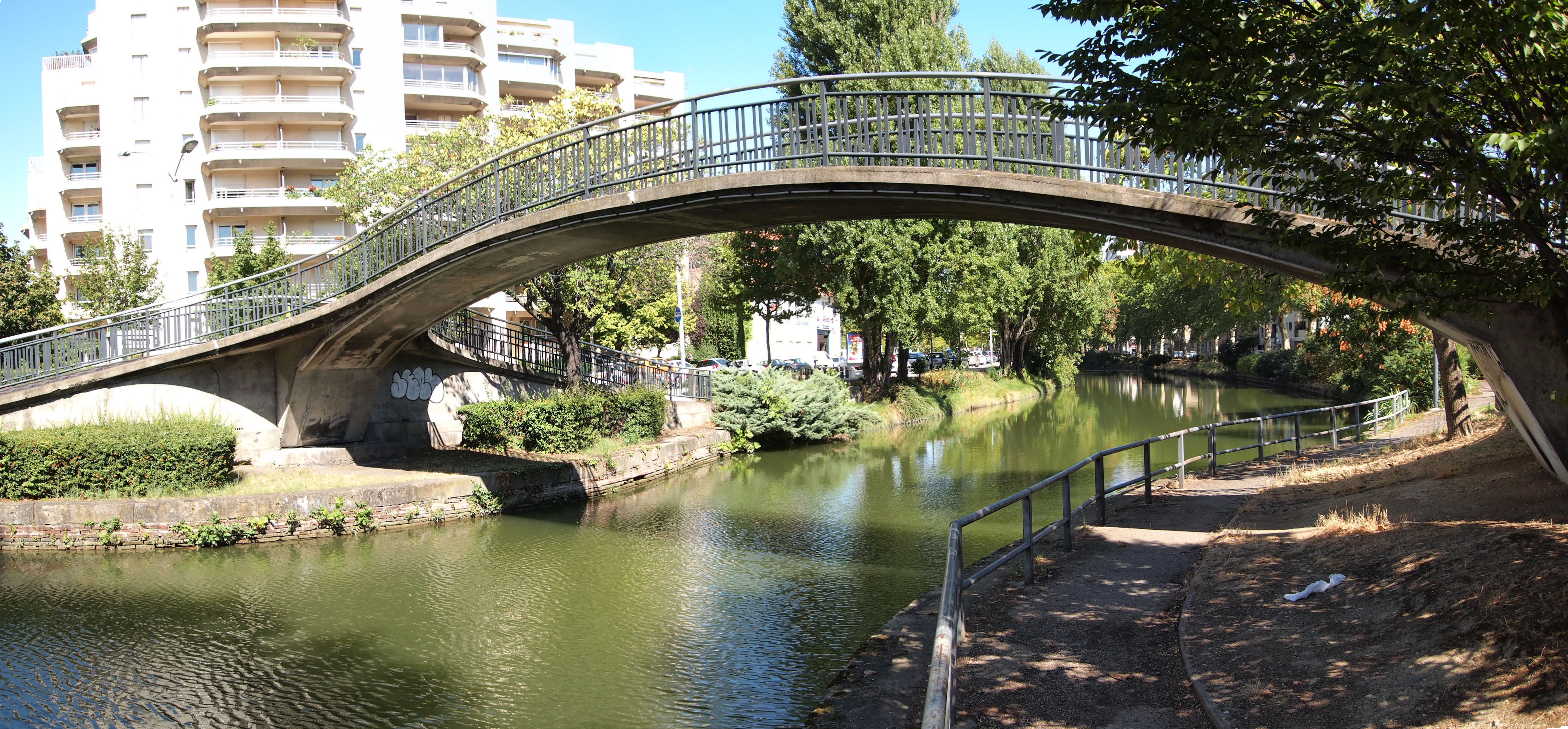
La passerelle de Négreneys en 2012.

Le boulevard Matabiau longe le canal du Midi. La première partie du canal, entre la Garonne, à Toulouse, et le seuil de Naurouze, est creusée entre 1667 et 1671. 
Le canal est franchi par plusieurs ponts et passerelles : 
- pont Matabiau. 
Le pont Matabiau est construit, en 1683, lors du creusement du canal du Midi. Il est reconstruit, en brique, vers 1830. Il compte une travée et présente un arc segmentaire, dont le bandeau est en pierre de taille. Du côté est du pont, le trottoir en encorbellement repose sur des corbeaux de pierre. En 1963, le pont est élargi par de nouveaux travaux du côté ouest, où des tréteaux en béton supportent une dalle en béton précontraint[6],[7].

- passerelle du Raisin. 
La passerelle est construite en 1979, afin de relier le centre-ville à la résidence des Raisins (actuel no 23 boulevard des Minimes), achevée quelques années plus tard, en 1983. Elle est réalisée en béton et possède un garde-corps en métal. Les culées de la passerelle sont couvertes d'un plaquis de brique claire[8],[9].

- passerelle de Négreneys. 
Une première passerelle avait été construite en 1892, afin de relier le centre-ville au quartier de Croix-Daurade, en passant par l'ancien chemin de Croix-Daurade (actuelle rue Pierre-Cazeneuve). Elle est démolie en 1958 et remplacée par une nouvelle passerelle en béton[10],[11].

- pont des Minimes. 
Le premier pont des Minimes est construit en 1683, lors du creusement du canal du Midi. Il est reconstruit entre 1761 et 1762 par l'ingénieur Joseph-Marie de Saget à la demande des États de Languedoc. Il est embelli en 1838 par l'érection de deux colonnes, hautes de 18 mètres, au-dessus des guérites de l'octroi. Mais l'augmentation de la circulation entre l'avenue Honoré-Serres et l'avenue des Minimes amène le conseil municipal à décider l'élargissement du pont : en 1940, les colonnes sont abattues et des trottoirs en béton sont aménagés en encorbellement, puis, en 1966, la démolition complète est décidée. Il est effectivement détruit en 1968. 
Le nouveau pont est construit entre 1968 et 1969. Il se compose d'une seule travée de 41 mètres de long, qui enjambe le canal et une voie de circulation sur chaque berge du canal. Le tablier, en béton précontraint, est supporté par six poutres. Les garde-corps sont métalliques[12],[13].

### Immeubles et maisons
- no  17 : immeuble. 
L'immeuble, construit dans la deuxième moitié du XIXe siècle est d'une architecture néo-classique, caractéristique des constructions toulousaines de cette période. Il bénéficie d'un emplacement privilégié, à l'angle de la rue de la Concorde (actuel no 97), où se trouve l'entrée principale. L'angle est mis en valeur par une tourelle qui prend la forme d'une cheminée d'usine. Le bâtiment s'élève sur deux étages et présente sur le boulevard une façade à pignon, large de quatre travées. La façade est rythmée par les bossages de brique continus. Les fenêtres ont des encadrements de faux pilastres cannelés, des lambrequins de fonte et des balconnets dotés de garde-corps à balustres. On ne retrouve pas ces balconnets au 2e étage, où le balcon continu qui relie les trois travées centrales est orné d'un garde-corps en fonte[14].

- no  25 : maison[15].

- no  36 : Écoles Billières. 
Une maison bourgeoise est construite par l'architecte Jacques Lacassin entre la rue Dominique-Ingres, où se trouve l'entrée principale (actuel no 27), et le boulevard Matabiau[16]. Elle est occupée depuis 2013 par les écoles Billières, qui regroupent trois écoles privées de l'enseignement supérieur. L'école Billières avait été fondée comme École technique de secrétariat et de langues vivantes en 1907, au no 38 rue des Marchands, par Louise Billières (1882-1963), épouse d'Étienne Billières[17].

- no  70 : immeuble Vauban. 
L'immeuble Vauban est construit en 1972, dans le style moderne, par l'entreprise Guiraudie et Auffève[18]. Il a bénéficié d'une rénovation en 2018. Des pare-soleil horizontaux animent la façade[19].